# 武蔵高等学校中学校
武蔵高等学校中学校（むさしこうとうがっこうちゅうがっこう）は、東京都練馬区豊玉上に所在し、中高一貫教育を提供する私立男子中学校・高等学校。
高等学校において生徒を募集しない完全中高一貫校である。

## 沿革
1922年（大正11年）、第二次高等学校令に基づき七年制の旧制高等学校「武蔵高等学校」として創立されたのが始まり。創立者は根津財閥初代総帥の根津嘉一郎で、賛同した宮島清次郎、正田貞一郎らは理事となった。初代校長には一木喜徳郎、さらに評議員として北条時敬、平田東助、岡田良平、山川健次郎などを教育界から迎えた。官立の東京高校と並んで日本最初の七年制高校であり、日本で最初の私立旧制高校でもあった。後に七年制高校としては府立高等学校も設立され、七年制高校は、当時の府立一中 - 一高 - 東大ラインに代わりうる新たなエリートラインとして台頭しつつある存在でもあったが、太平洋戦争に突入し人気が急落、道半ばとなってしまった。そのため、七年制高校の評価は定まっていない。1948年（昭和23年）に学校教育法に基づき新制高校「武蔵高等学校」が発足、1949年（昭和24年）に新制中学「武蔵中学校」が発足した。中学校の定員は3クラス144名、高校の定員は4クラス180名（36名を外部から募集）であったが、2000年（平成12年）には高校からの募集を停止し、完全中高一貫校となり現在に至る。2015年現在、募集定員は4クラス160名となっている。
旧制武蔵高校は、当初は山本良吉教頭の主導の下、英国のパブリックスクールを模範とし、一学年の定員80人で純粋培養・少数精鋭の知的スパルタ教育を掲げた。それゆえ東京帝国大学合格者数では及ばないまでも進学率で一高、東京高校等と首位の座を争ったこともあった。しかし、厳格な成績評価による留年、スパルタ教育から離脱する生徒の退学が相次ぎ、当初の入学者数が卒業時には半数以下の38人になる年もあった。
元々は「東京高等学校」という名称になる予定だったが、官立で東京高等学校を設立することが決定され、名称を譲渡して欲しいとの申し入れを受け、東京府の旧国名から「武蔵」と命名された。この名称は令制国の一つ武蔵国（むさしのくに）の地名および、「戢武（しゅうぶ・武を収める）崇文」（武をおさめ文を崇ぶ）という平和主義を託した創立時の人々の思いが反映された校名である。また創立関係史料によると、武蔵国は古来強き人が出たところで、雄々しき感じが起こると記されている。

## 教育目標
三理想という、事実上の校訓ないし校是があり、その内容は、

1. 東西文化融合のわが民族理想を遂行し得べき人物
2. 世界に雄飛するにたえる人物
3. 自ら調べ自ら考える力ある人物

である。これは、開校初年度の入学式で一木喜徳郎が述べたものについて、1929年に表現上の変更をしたものである。実質的には山本良吉の創案と思われ、彼が1920年から1年間行った欧米視察旅行の反省を踏まえたものであった。山本は1937年の創立15周年座談会で三理想の第1項、第2項について次のように述べている。
また、第3項は「従来の暗記中心の『注入主義』的な教育に対し、『自分の頭で考える』ことをすすめるもの」であり、「教授とは人生に必要な一切の知識を与えることではなく、『よく自ら考へ、自ら判断し、最も適当の方法を取って行く』ための力を養うことが肝要」との山本の考えを表しているという。

## 交通アクセス
出典 : 
| 路線名       | 最寄り駅   | 出口 | 徒歩所要時間 |
| ------------ | ---------- | ---- | ------------ |
| 西武有楽町線 | 新桜台駅   | 2番  | 5分          |
| 西武池袋線   | 江古田駅   | 南口 | 6分          |
| 西武池袋線   | 桜台駅     | 南口 | 8分          |
| 都営大江戸線 | 新江古田駅 | A2   | 7分          |

| 運行事業者            | 乗車駅 | 系統       | 下車停留所            |
| --------------------- | ------ | ---------- | --------------------- |
| 都営バス              | 目白駅 | 白61・練68 | 「武蔵大学前」        |
| 都営バス              | 新宿駅 | 王78       | 「豊玉北」、徒歩5分   |
| 関東バス 国際興業バス | 赤羽駅 | 赤31       | 「豊玉北」、徒歩5分   |
| 関東バス              | 中野駅 | 中12・中41 | 「江古田駅」、徒歩5分 |

## 施設
中学・高校としては東京都内では最大規模のキャンパスを持つ。キャンパス内の自然の多さが特徴で、緑の多さは武蔵野の面影を今に残し、キャンパス内に濯（すすぎ）川という小川が流れている（現在は人工河川となっている）。名称は『楚辞』の「漁父」にちなむ。この川は本校に附属している武蔵大学との境界線の役割を果たしている。以前は同川の流域を中心にニワトリやアヒルが敷地内に放し飼いにされていたが、現在では愛好会であった「豊作会」の消滅とともに姿を消し、現在では総合講座の一環として新たにヤギを2011年から飼育している。校歌にも謳われる大欅は樹齢200年を数える大木で、大学3号館の中庭にある。
1928年落成・武蔵大学江古田キャンパス内にある学園全体で共用する大講堂は約1000名を収容し、大隈講堂・日比谷公会堂などを手掛けた佐藤功一により設計された。しばしばテレビドラマや映画の撮影などに使われており、2011年に全面改修工事を完了している。佐藤は1923年に竣工した校舎も設計しており、これは現在の武蔵大学3号館である。
体育館にはバスケットボールコート2面の他に、剣道場、合気道場、卓球場やトレーニングルームがある。その他にテニスコート4面（オムニコート2面、ハードコート2面）を有する。2007年に人工芝化された2面のグラウンド（名称は上グラウンド・下グラウンド）、屋外プールも設置されており、これらは中高専用設備である。また、大学と共用の屋内温水プール（水深自動調整可）なども利用している。
2004年完成の図書館棟には高中図書館があり、蔵書は9万冊。また、武蔵大学の大学図書館および洋書プラザは高中図書館より移設されたものを多く含む65万冊の蔵書を有し、高中生の利用が可能である。理科関連施設としては実験室を5室、太陽観測所、気象観測所、標本庫などの他、菜園を有している。理科設備は特に充実しており、2017年12月に完成した理科・特別教室棟には電子顕微鏡・双眼実体顕微鏡・偏光顕微鏡や屈折望遠鏡、観測ドームなどの先進設備を有する。
その他、校外施設として埼玉県秩父に3万2000m2の学校山林、群馬県赤城山に赤城青山寮、長野県八方尾根黒菱に武蔵山荘などを有する（千葉県外房の鵜原寮は2015年3月で閉寮）。
新校舎整備
学園設立100周年事業の一環として校舎の整備が進められており、2017年12月に理科・特別教室棟が完成した。その他、現在の東棟跡地にエントランス部が設置された。また、テニスコート2面は旧理科棟跡地に移設し、校舎外構全体の整備が2019年1月に完成した。
2022年、高中の駐輪場などが潰され大学11号館が建設された。今まで大学1号館にあった生協（高中生も利用可）が本館へ移動し、利便性が増した。

## 校風
自由な校風で知られる本校は、制服は無く校則における禁止事項もほとんど無い。戦前においては制服・制帽の着用が義務付けられており、ほとんどの旧制高校の制帽には白線が巻かれていたが、白線は巻かないよう取り決められた。ほかに白線を巻かない制帽を採用した旧制高校には成城高校などがあるが、成城高校においてこれに反発した生徒が「白線運動」を起こしたように、これを歓迎しない者もいた。戦後、白線に関する議論が浮上し、その結果として1946年に服装規則が撤廃されることが決定され、現在に至るまで私服校として続いている。また、校則で定められている禁止事項は自動二輪・三輪・四輪による通学や中学生の授業時間中の携帯使用などごく限られている。自動二輪・三輪・四輪による通学禁止は「駐める場所がないから」とされ、書くべき校則があまりにも少ないからという理由で生徒手帳の類いはない。また下駄履きは特に禁止されていない。
徽章のデザインは、一木喜徳郎の次男（当時東京美術学校の生徒）が原案を作成し、伊東忠太と新海竹太郎の協力により完成されたもの。『続日本紀』の「神護景雲二年武蔵国献白雉」にちなみ、白雉をモチーフにしている。
旧制高校時代の寮歌には「武蔵讃歌」や「惜別の譜」があり、前者は新制高校および大学でも校歌とされている。詳しくは寮歌の一覧も参照されたい。
水投げ
かつて、上級生が「歓迎」と称して、水を入れたビニール袋や水風船を新入生の教室に向けて投げこむいたずらが、4月の恒例となっていた時期があった。水投げの被害によって授業が中断したことも多々あり、現在では事実上禁止されている。その様子は大岡玲の芥川賞受賞作「表層生活」の中にも登場する。

## 教育
授業では、科目によっては文科省指定教科書をほとんど用いず、オリジナルのプリントや文庫本等を教材にする。一部科目では高校レベルを大きく超えた内容も扱うなど、教養教育が大きな特徴。また、夏期休暇前に行われる特別授業や、高校1年の総合講座では科目編成にとらわれない実習や講演が開かれる。
語学教育は、英語では CALL (en:Computer-assisted language learning) を取り入れるなど、先進的手法の導入に積極的である。また、中学3年より全員（高校からは選択者のみ）が週2時間の第二外国語（ドイツ語・フランス語・中国語・韓国語から選択）を学んでおり、交換留学を行っている。2009年にはテンプル大学ジャパンキャンパスとの教育・学術上の連携に関する基本協定を締結し、英語教育に関する様々な連携事業が行われている。
創立者の意向により、学業・人物ともに優秀な生徒には卒業時に「根津賞」が贈られる。また、生徒の自主研究活動に授与される「山川賞」「山本賞」という表彰制度があり、それぞれ理科的研究・文科的研究に与えられる。その他、課外の研究活動に対して研究費用の一部を補助する野外研究奨励基金が設けられており、生徒の自主的活動への援助を惜しまない校風が実際的な制度としても現れている。また、高校から海外の大学に直接進学する際の海外直接進学奨学金を設置している。
国外研修制度
1988年に3名の国外研修生が派遣されて以来、国外の提携校と交換留学の機会を提供している。現在ではイギリス・フランス・ドイツ・オーストリア・中国・韓国の6カ国11校と提携している。本校からは毎年十数名の生徒を派遣するとともに、提携校からの生徒受け入れを行っている。双方、長い場合2か月程度ホームステイをしながら授業を受ける。
入学試験
中学入試問題は創立当初から記述力・発想力を問う形式で、一般的な入試問題とは一線を画している。応用問題のみで構成される算数、字数制限なしの論述問題が出題される国語、高いテーマ性を持った社会、「観察問題」の出る理科など、全ての科目が特徴的である。理科では、配布されたものを手に取り観察したり動かしたりした上で考察した結果を記述させる問題が出題される。配布されたものを持ち帰ることができることから「お土産問題」と称される。入学試験は2月1日、合格発表は2月3日に設定されているが、2月2日の夕方までに校内に掲示発表されるのが通例となっている。高校からの募集は2000年に停止され、以後実施されていない。
ムサシ・テンプルREDプログラム
英語圏の大学への進学を目標とした、5年間で1380時間に上る「英語で教える科学」プログラム。テンプル大学ジャパンキャンパスと共同で開発した。中学1年生から開始、本校以外からも生徒を募集する。2013年8月、中学2年生を対象に合宿形式のサマープログラムを試験的に開講、2014年8月に開始した。国内の大学進学実績のみをもてはやす日本の中等教育界に一石を投じる事業として注目を集めている（公式ホームページ）。

## 部活動
学内には12の運動部、13の文化部の他、同好会、愛好会、研究会、報道班、放送班があり、広大な校地と豊かな設備を利用して自由闊達な活動が行われている。
運動部にはサッカー部、バレーボール部、バスケットボール部、山岳部、卓球部、軟式テニス部、硬式テニス部、水泳部、野球部、剣道部、陸士競技部、合気道部などがある。文化部は、太陽観測部、気象部、音楽部、民族文化部、生物部、物理部、化学部、地学部、将棋部、E.S.S、鉄道研究部、奇術部、ジャグリング部、などがある。
また、総合講座「やぎの研究」では、学年に関わらずヤギに関心を持つ生徒が集まり、ヤギの飼育を行っている。
バスケットボール部は1950年代に全国大会で3度の優勝を飾ったことがある。水泳部（水球）は1970年代に2度、全国大会準優勝をしている。近年では高校サッカー部が東京都大会でベスト4に進出（2015年）するなど躍進。高校野球部も西東京大会でベスト16に入る（2015年）活躍を見せている。将棋部においては、高校全国大会で団体ベスト8（2014年）新人戦では個人全国優勝（2014年）関東中学将棋団体戦で優勝（2013年）するなど長きにわたり活躍を続けている。ジャグリング部は全国大会で個人優勝と準優勝を果たしている（2014年）。また、個人レベルにおいても国際数学オリンピック（2004年）や国際化学オリンピック（2015年）、国際生物学オリンピック（2017年）でメダルを獲得するなど、多様な分野での自主的な活動が行われている。
太陽観測部
1931年より活動を開始し、80年以上にわたって太陽黒点の観測を続けている。この功績が認められ、2005年に日本天文学会より中学・高校の団体としては初の天文功労賞を受賞。また、複数のOBが探査機はやぶさ・あかつきプロジェクト等の主要メンバーであることから、マスコミに取り上げられることも多い。

## 学校行事
記念祭、体育祭、強歩大会の3行事は武蔵三大行事と呼ばれており、いずれも選挙で選ばれた小委員長を中心として生徒が主体となり計画・実行される。教員の介入がほぼ存在せず、生徒側に一切の意思決定を認めていることから、生徒には高い自律性が期待されている。
記念祭
4月末に行われる。現在、他の中学校や高等学校でいう文化祭に相当するもの。旧制高校にあっては開寮ないし開校記念日にこのような催しが開かれることが通例であり、記念祭と呼ばれていた（一高と三高では紀念祭という表記が好まれる）。この時期に文化祭を行う学校が少ないこともあり、毎年多くの来客で賑わう。
体育祭
9月末から10月初旬。例年、球技のトーナメント + 組対抗の大会 + 予備日の3日間で構成される。天候により日程が変動するので、見学を希望する場合は事前に問い合わせるのがよい。
強歩大会
2月中旬。小委員会が山地や住宅地に設けたコース（20〜30km）を歩く。開催地は毎年生徒が自主的に決めるため変わる。
他にも箱根で行われる地学巡検（中学1年次）、1940年より続く秩父に保有する学校山林への山林遠足（中学1年次）、希望者向けの長野県志賀高原でのスキー教室、国語の授業の一環として行われる歌舞伎教室（歌舞伎鑑賞教室・中学3年次）など、多くの校外学習が行われている。なお修学旅行は、以前は奈良へ行っていたが、集団の中に個人の責任が埋没するということに加え、他の形で代替可能であるなどの理由から、1978年に廃止された。
山上学校
中学1年生全員を対象として赤城の青山寮にて開かれる夏期学校（林間学校）。生徒自らがコースを決定して登山を行うことで、自立性を養う。
天文実習
中学3年生全員を対象として秋季に行われる。1993年から開始され、実習内容は生徒が企画・立案する。清里高原にある国立天文台野辺山宇宙電波観測所など東京を離れた場所で宿泊で実施される。

## 学校関係者と組織

### 関連団体
- 武蔵会 - 同窓会組織

## 関連学校
- 武蔵大学 - 同一学校法人により運営されている。高校に同大学進学希望者を対象にした推薦枠がある。

## 関連書籍
- 武蔵73会編『僕らが育った時代1967-1973』（れんが書房新社、2012年12月10日初版発行）
- 武蔵73会編『僕らが生きた時代1973-2013』（れんが書房新社、2014年4月1日初版発行）
- おおたとしまさ著『中学受験 注目校の素顔 武蔵高等学校中学校 学校研究シリーズ003』（ダイヤモンド社、2013年10月17日初版発行）
- 東洋経済オンライン編集部編『超一流中高 校長先生の教え 子供のやる気を引き出す65の言葉』（東洋経済新報社、2014年2月20日初版発行）
- おおたとしまさ著『名門中学の入試問題を解けるのはこんな子ども』（日経BP社、2014年9月20日初版発行）
- おおたとしまさ著『名門校とは何か？ 人生を変える学舎の条件』（朝日新聞出版、2015年2月13日初版発行）
- おおたとしまさ著『男子御三家 なぜ一流が育つのか』（中央公論新社、2016年2月9日初版発行）
- おおたとしまさ著『名門校「武蔵」で教える東大合格より大事な事』（集英社新書、2017年9月15日初版発行）